# Симферит
Симферит (англ. simferite) — мінерал класу фосфатів, арсенатів та ванадатів.
Названо за місцем вивчення мінералу — місто Сімферополь, АР Крим. Відкритий В. В. Байраковим 1989 року.

## Загальна формула
Хімічна формула: Li(Mg, Fe3+,Mn3+)2(PO4)2 або або LiMgFe3+0.6Mn3+0.4(PO4)2. Склад (%): Li — 2,51; Mg — 8,78; Mn — 7,94; Fe — 12,11; P — 22,39; O — 46,26. Зустрічається у вигляді дрібних зерен (до 3 мм). Сингонія ромбічна. Твердість 5. Густина 3,24. Колір темно-червоний. Риса коричнева. Блиск скляний, смоляний. Прозорий. Спайність досконала за {010}, недосконала за {100}. Утворюється на контакті рідкісноземельних гранітних та ультраосновних порід в асоціації з мусковітом, кварцом, олігоклазом, альбітом, флогопітом, турмаліном, апатитом. Осн. знахідка Радіонівське пегматитове поле, Запорізька область.